# ROKS Andong
Le ROKS Andong (PCC-771) est une corvette de classe Pohang de la Marine de la république de Corée.

## Historique
La classe Pohang est une série de corvettes construites par différentes entreprises de construction navale sud-coréennes. La classe se compose de 24 navires et certains, après leur déclassement, ont été vendus ou donnés à d'autres pays. Il existe cinq types différents dans la classe, du lot II au lot VI.
Le ROKS Andong a été construit par Hanjin Heavy Industries à Busan et lancé le 30 avril 1987. Le navire a été mis en service le 7 novembre 1988 et désarmé le 31 décembre 2020.
Le ROKS Andong a prouvé ses performances opérationnelles en étant choisi comme le meilleur navire d’artillerie en 2016, 2018 et même en 2020, année de son retrait de la flotte.
En novembre 2021 à la base navale de Jinhae en Corée du Sud, le ROKS Andong a été examiné par des représentants de la marine philippine. Il a été jugé en « bon état de fonctionnement ». Si le transfert se poursuit, le navire sera le deuxième navire donné aux Philippines par la Corée du Sud, qui leur a livré en 2020 une première corvette d’occasion de classe Pohang, le ROKS Chungju (PCC-762), maintenant appelée BRP Conrado Yap (PS-39).
La marine philippine PN a fait connaître son intention d’essayer d’acquérir au moins deux corvettes de classe Pohang d’occasion supplémentaires pour compléter ses navires de surface existants, alors qu’elle remplace ses navires de patrouille datant de l’époque de la Seconde Guerre mondiale et élargit sa flotte. Peu de détails et de calendrier ont été fournis sur le transfert du navire. La variante lot IV des corvettes de classe Pohang est armée de missiles antinavires Boeing AGM-84 Harpoon et du système de défense aérienne à très courte portée MBDA Mistral (VSHORAD), bien que les missiles ne fassent peut-être pas partie du transfert à la marine philippine.
Les liens de défense et de sécurité entre les deux pays asiatiques ont continué de prospérer après que les Philippines ont envoyé 7 400 soldats pour aider à défendre la Corée du Sud pendant la guerre de Corée en 1950. L’acquisition de navires et de systèmes d’armes supplémentaires devrait renforcer l’arsenal de l’armée philippine, d’autant plus qu’elle est confrontée à des défis de sécurité maritime tels que le différend sur la mer des Philippines occidentales et les intrusions de navires chinois dans ses eaux territoriales. Le don permettra au pays de déployer des navires pour patrouiller dans ses eaux territoriales, puisque la marine procède au déclassement d’au moins sept navires en raison du coût de leur entretien. Certains de ses navires les plus décorés ont été retirés du service en décembre 2021, notamment le BRP Miguel Malvar (PS-19), le BRP Magat Salamat (PS-20) et le BRP Mangyan (AS-71). Selon le commandant de la flotte philippine, le contre-amiral Loumer Bernabe, ces navires vieillissants sont en panne pour entretien la plupart du temps et s’avèrent très coûteux. Il a déclaré que les fonds consacrés à leur maintenance pourront être utilisés pour acquérir de nouvelles plates-formes plus efficaces.